# Börsen-Zeitung
Die Börsen-Zeitung ist eine deutsche Tageszeitung, die seit 1952 über die aktuellen Marktentwicklungen an deutschen und internationalen Finanzplätzen berichtet.

## Allgemeines
Die Börsen-Zeitung hat neben dem Sitz in Frankfurt am Main Redaktionsbüros in Berlin, Düsseldorf, Hamburg und München sowie Brüssel, London, Madrid, Mailand, New York, Paris, Shanghai, Tokio, Washington, D.C. und Zürich. Eine Auflagenzahl veröffentlicht die Zeitung nicht.

## Geschichte
Gegründet wurde die Börsen-Zeitung, um dazu beizutragen, das „Börsengeschäft zu beleben und zu fördern“, wie es im Editorial der ersten Ausgabe vom 1. Februar 1952 hieß. Zu dieser Zeit hatte die seit 1947 bestehende Herausgebergemeinschaft Wertpapier-Mitteilungen, die sich aus der Interessengemeinschaft Frankfurter Kreditinstitute und den Verleger-Familien Lehmann und Keppler zusammensetzte, beschlossen, das bis dato auf die Wertpapierverwaltung und -abwicklung der Banken ausgerichtete Verlagsprogramm um eine Tageszeitung mit Informationen zum Wertpapiergeschäft zu ergänzen.
Der Fokus der Börsen-Zeitung lag in den 1950er Jahren auf den Kapitalmärkten, die ersten Ausgaben bestanden im Wesentlichen aus Berichten von den deutschen Regionalbörsen. In den Anfangsjahren war der redaktionelle Teil der Börsen-Zeitung entsprechend auf ein bis zwei Seiten beschränkt gewesen. Die restlichen Seiten blieben den Kurslisten vorbehalten. Seitdem hat sich der Umfang stetig gesteigert, da die Marktaktivitäten und die Berichterstattung kontinuierlich zugenommen haben. Mit Fortschreiten der Globalisierung hat sich der Blickwinkel inzwischen zunehmend internationalisiert, und das gestiegene Interesse an den Finanzmärkten und deren sprunghafte Entwicklung spiegelt sich in den heutigen Ausgaben mit täglich 20 bis 24 Seiten wider.
Die seit 1995 erschienenen Artikel der Börsen-Zeitung sind in dem Online-Archiv GBI-Genios recherchierbar.

## Redaktionelle Schwerpunkte
Die Schwerpunkte der Berichterstattung in Form von Nachrichten, Analysen, Kommentaren und Hintergrundberichten reichen von börsennotierten Unternehmen über die Kredit- und Versicherungswirtschaft, internationale Finanzierungsinstitute, deutsche und globale Kapitalmärkte bis hin zur Geldpolitik sowie der Wirtschafts- und Finanzpolitik. Die Relevanz von Informationen für die Finanzmärkte ist das Auswahlkriterium für die Berichterstattung, die sich durch eine besondere Hingabe zum ökonomischen Detail auszeichnet. Von Beginn an adressierte die Börsen-Zeitung das spezifische Interesse der Experten und Entscheidungsträger. Damit ist die Börsen-Zeitung eine reine Abonnementzeitung und wird nur an ausgewählten Kiosken angeboten.
Die aktuelle Online-Publikation von Nachrichten, Analysen und Hintergrundberichten während des ganzen Tages auf der Website boersen-zeitung.de gewinnt für die Zeitung zunehmend an Bedeutung. Zusätzlich werden den Abonnenten am Vorabend eines jeden Erscheinungstages die Berichte der gedruckten Zeitung in einer E-Paper-Ausgabe zur Verfügung gestellt.
Der umfangreiche Kurs- und Tabellenteil für Wertpapierkurse sowie Investmentfondspreise rundet dieses Komplettangebot ab. Vor Verbreitung von Börseninformationen über das Internet war der Kursteil der Börsen-Zeitung die umfangreichste Quelle für Preisinformationen zu den deutschen Wertpapierbörsen. Heute sind die Kurse und Preise für Abonnenten online im Wertpapierinformationssystem BZ WPI recherchierbar. Das Blatt ist amtliches Publikationsorgan aller deutschen Wertpapierbörsen.
Weitere Printpublikationen der Börsen-Zeitung sind zahlreiche Sonder- und Verlagsbeilagen (laufend während des Jahres).
Die Börsen-Zeitung veröffentlicht mehrere Podcasts:
- Nachhaltiges Investieren (14-täglich)
- #7TageMaerkte (wöchentlich)
- Corporate Finance Award – Nachgefragt (mehrmals pro Jahr)

Darüber hinaus veröffentlicht die Börsen-Zeitung mehrere Newsletter:
- BZ Update (kostenfrei, montags bis freitags mehrmals täglich)
- Closing Bell (kostenfrei, montags bis freitags gegen 20 Uhr)
- Börsen-Zeitung English (kostenfrei, montags bis freitags gegen 12 Uhr)
- ESG PRO (kostenfrei, 14-täglich)
- Banken.Märkte.Regulierung (14-täglich)
- rendite (kostenfrei, monatlich)

Zur Börsen-Zeitung, die in der Herausgebergemeinschaft Wertpapier-Mitteilungen, Keppler, Lehmann GmbH & Co. KG, WM Gruppe, erscheint, gehört auch WM Datenservice, der führende deutsche Informationsdienst für Termin- und Stammdaten für die Wertpapierverwaltung und -abwicklung. Der Service vergibt zudem die Wertpapierkennnummern (WKN/ISIN) in Deutschland.